# Хоэнек (замок, Бавария)
Хо́энек (нем. Burg Hoheneck) — средневековый замок в общине Ипсхайм в Средней Франконии в районе Нойштадт-ан-дер-Айш-Бад-Виндсхайм в Баварии. С 1984 года замок используется как место, где школьники и студенты изучают историю и реальную жизнь средневековых крепостей.

## История

### Ранний период
Замок Хоэнек впервые упоминается в 1132 году в документах Хайльсброннского монастыря.
В 1381 году Арнольд фон Секендорф Хоэнек продал замок, а также окрестные землю и лес продал бургграфу Нюрнберга Фридриху V. Через несколько лет это привело экономику района Хоэнек к значительному оживлению.
В 1462 году замок был сожжён во время войны между маркграфом Альбрехтом III Бранденбургским и епископами Вюрцбурга.

### От эпохи Ренессанса до XIX века
С XV века Хоэнек оказался под контролем семьи Гогенцоллерн. К концу Средневековья в состав округа Хоэнек входили общины Ленкерсхайм, Ипсхайм, Бергель и Бургбернхайм. В последующие века в замке размещались различные учреждения Бранденбурга, а затем короля Пруссии.

### XX век
В начале 1920-х годов замок купил мюнхенский издатель Юлий Фридрих Леман, который стал печально известен своими симпатиями к нацистам. В замке стали проводиться встречи и конференции лидеров правых и националистических движений Германии. В частности, в апреле 1924 года здесь собрались Фридрих Вебер, Густаф Зондерман, Йозеф Рёмер и Август Винниг. С 4 июня по 6 июня 1927 года состоялась встреча реваншистов во главе с Вилли Либелем, впоследствии мэром Нюрнберга. В Хоэнеке выступал с речами о народном возрождении генерал Эрих Людендорф и его супруга Матильда.
18 ноября 1927 года в окрестностях Хоэнека состоялись похороны начальника мюнхенской полиции Эрнста Пёнера в так называемой «Роще героев». На церемонии, среди прочих, присутствовали Адольф Гитлер и Йозеф Геббельс.
С 1928 года замок становиться учебным центром штурмовых отрядов (СА) в южной Германии. Несколько раз Хоэнек становился местом проведения крупных мероприятий НСДАП (с участием Юлиуса Штрайхера, Гитлера и генерала Франца Ксавера фон Эппа). Здесь часто бывал видный политик-националист Вильгельм Штегманн. Историк Манфред Киттель, указывая на активное использование нацистами замка Хоэнек, называет это одной из важных причин превращения Западной и Центральной Франконии в оплот национал-социализма.
С 1953 года замок оказался в собственности муниципальных властей Нюрнберга. Со временем здесь стали осуществляться различные образовательные программы.
С апреля 1984 года Хоэнек используется в качестве молодежного образовательного центра .

## Описание
Замок расположен на высоте 410 метров над уровнем моря. Здесь находится одна из самых высоких точек Горной Франконии — природный парк Франкенхёэ, небольшая лесистая возвышенность над долиной реки Айш.
К востоку от замка находятся обширные леса, а у подножия возвышенностей располагается один из немногих винодельческих регионов Центральной Франконии.

## Галерея

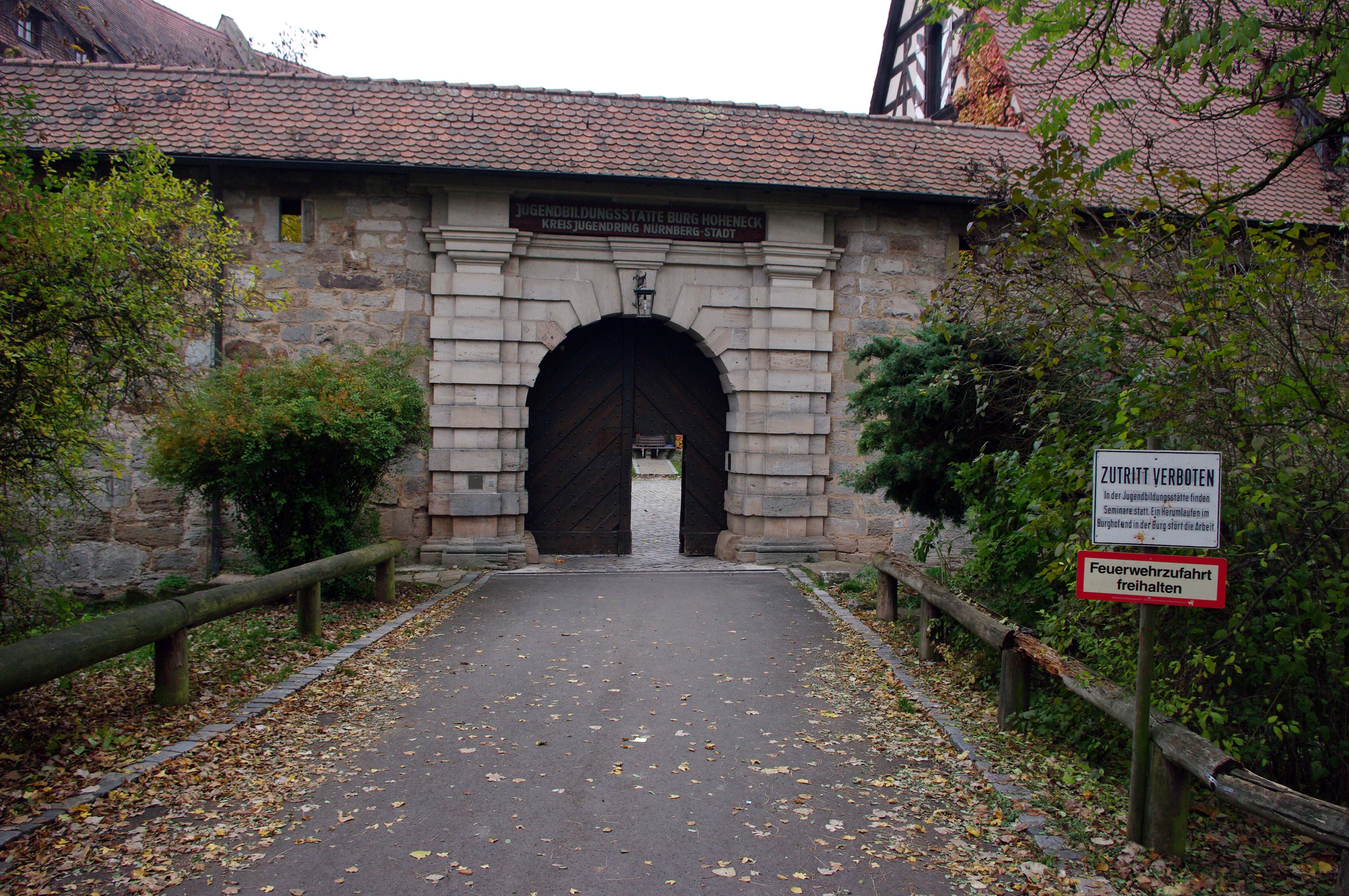
Вид замковых ворот
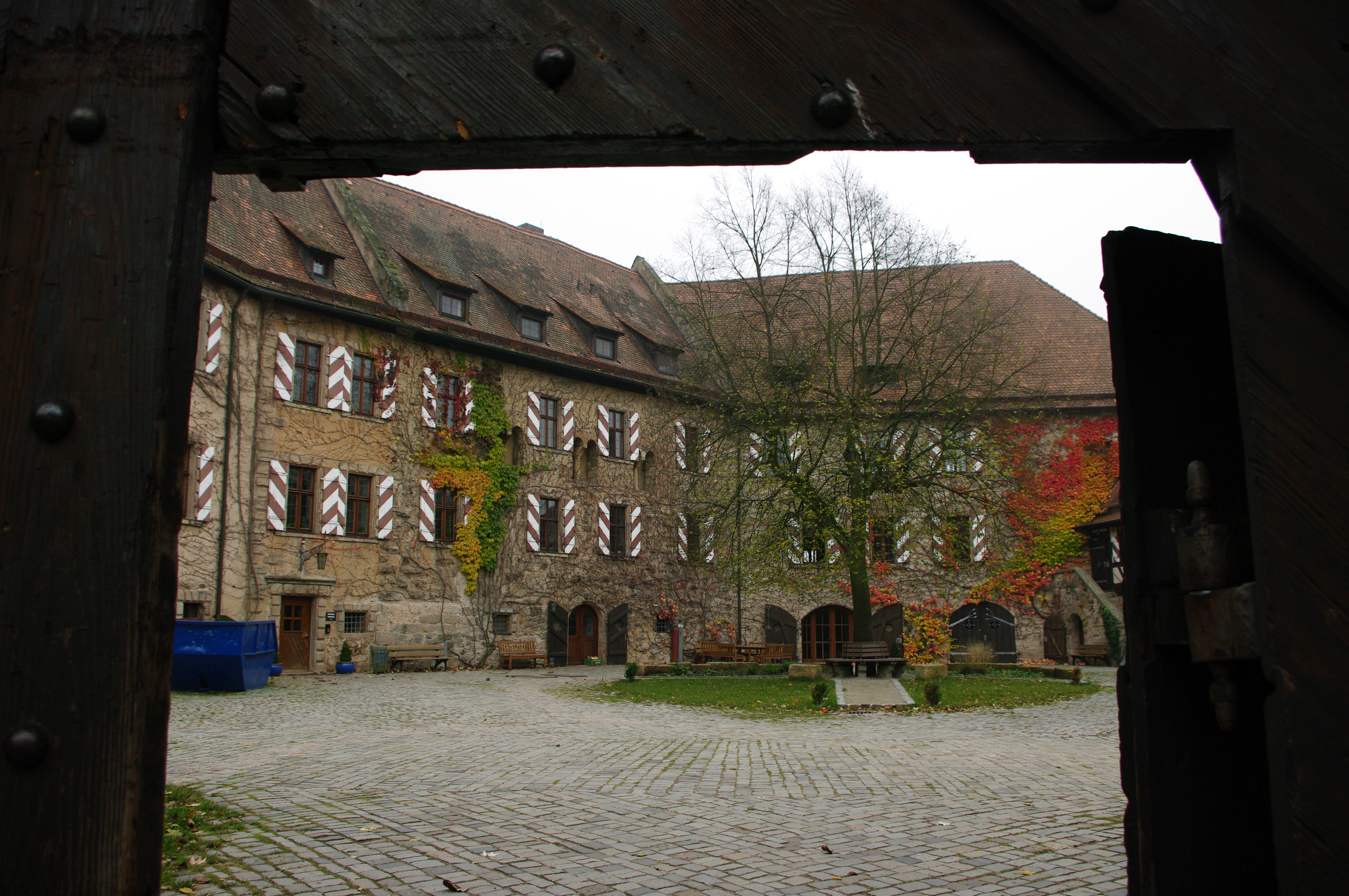
Внутренний двор замка
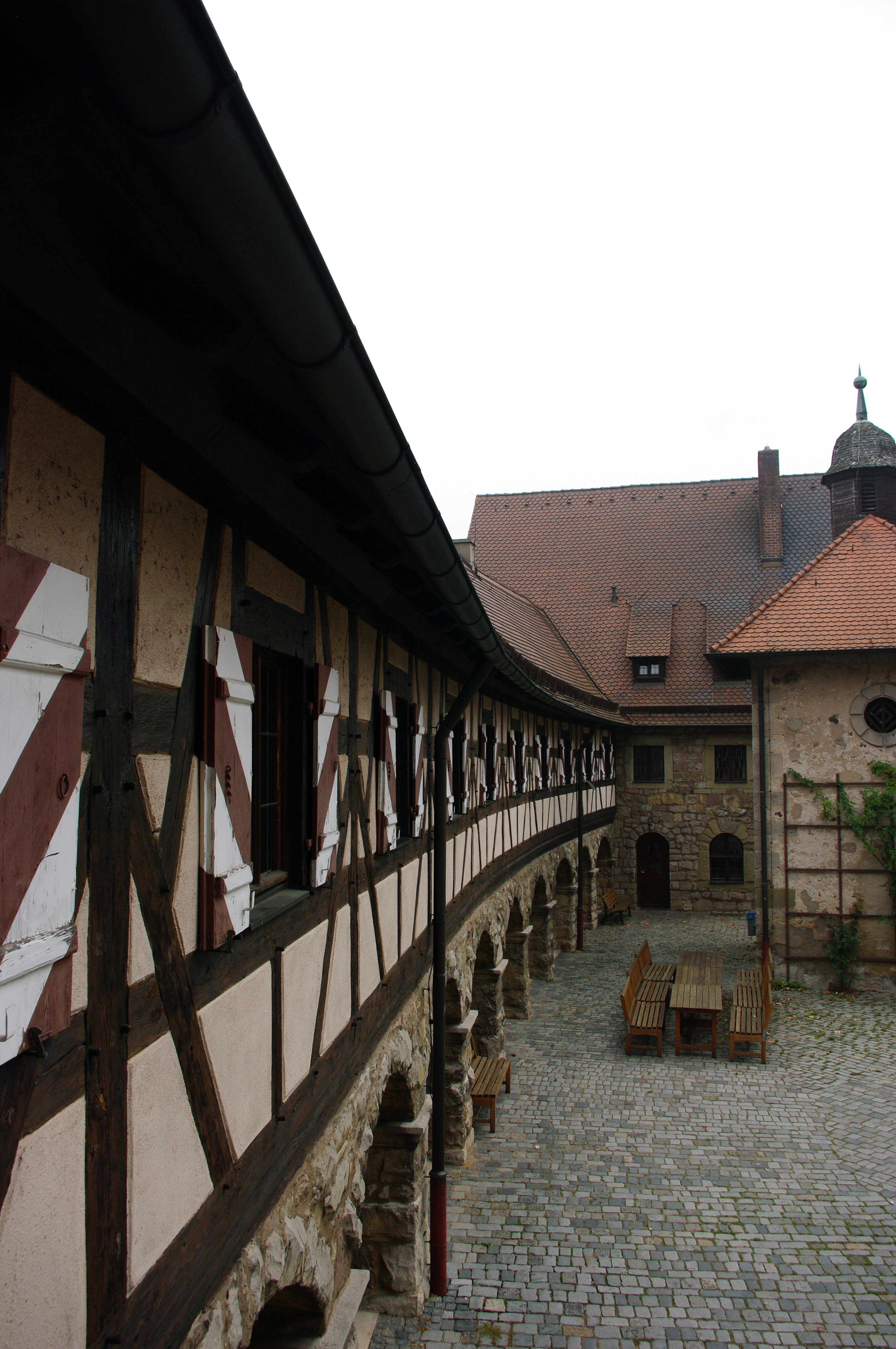
Фахверковая галерея внутри замка
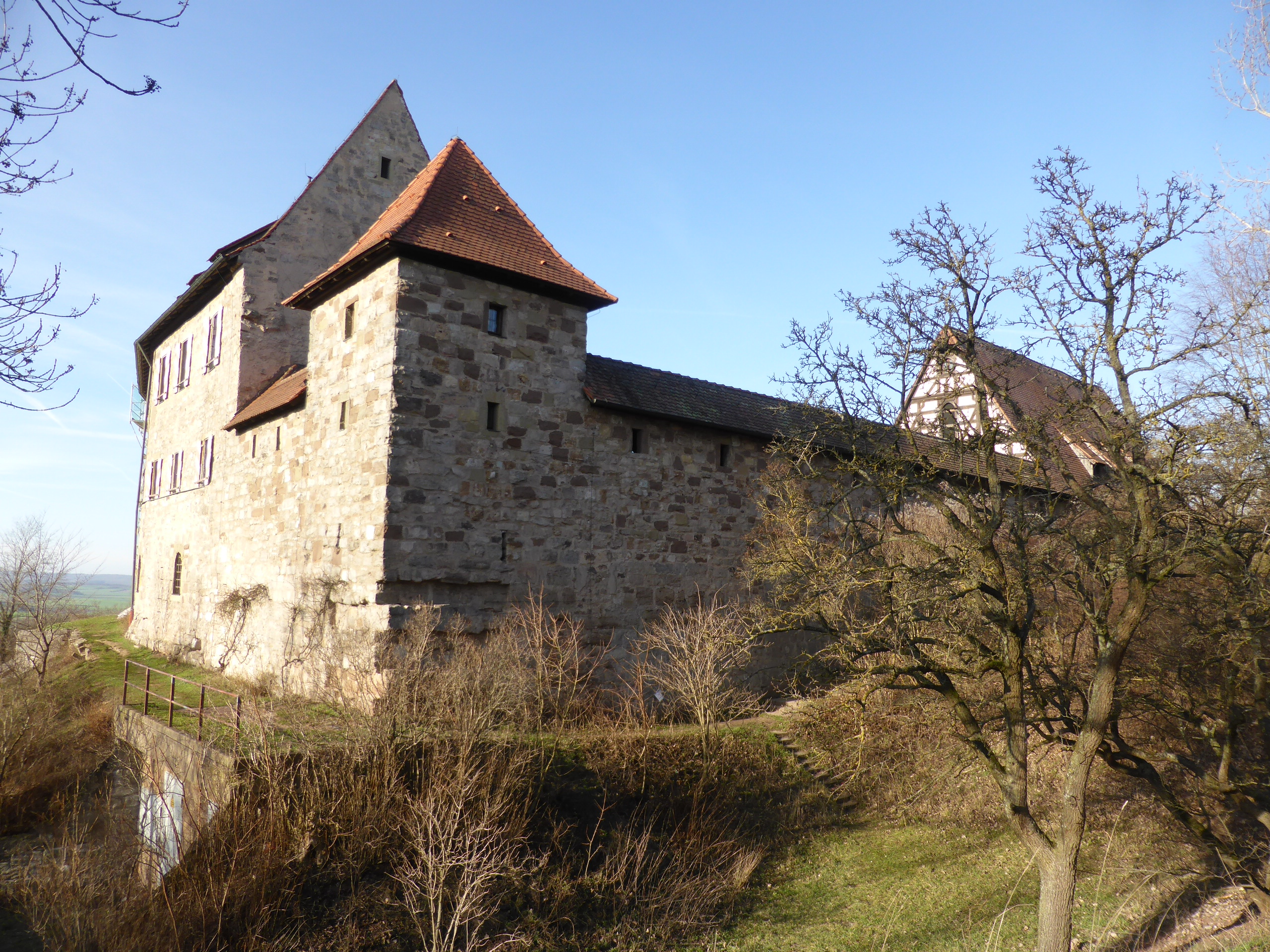
Вид замка с восточной стороны
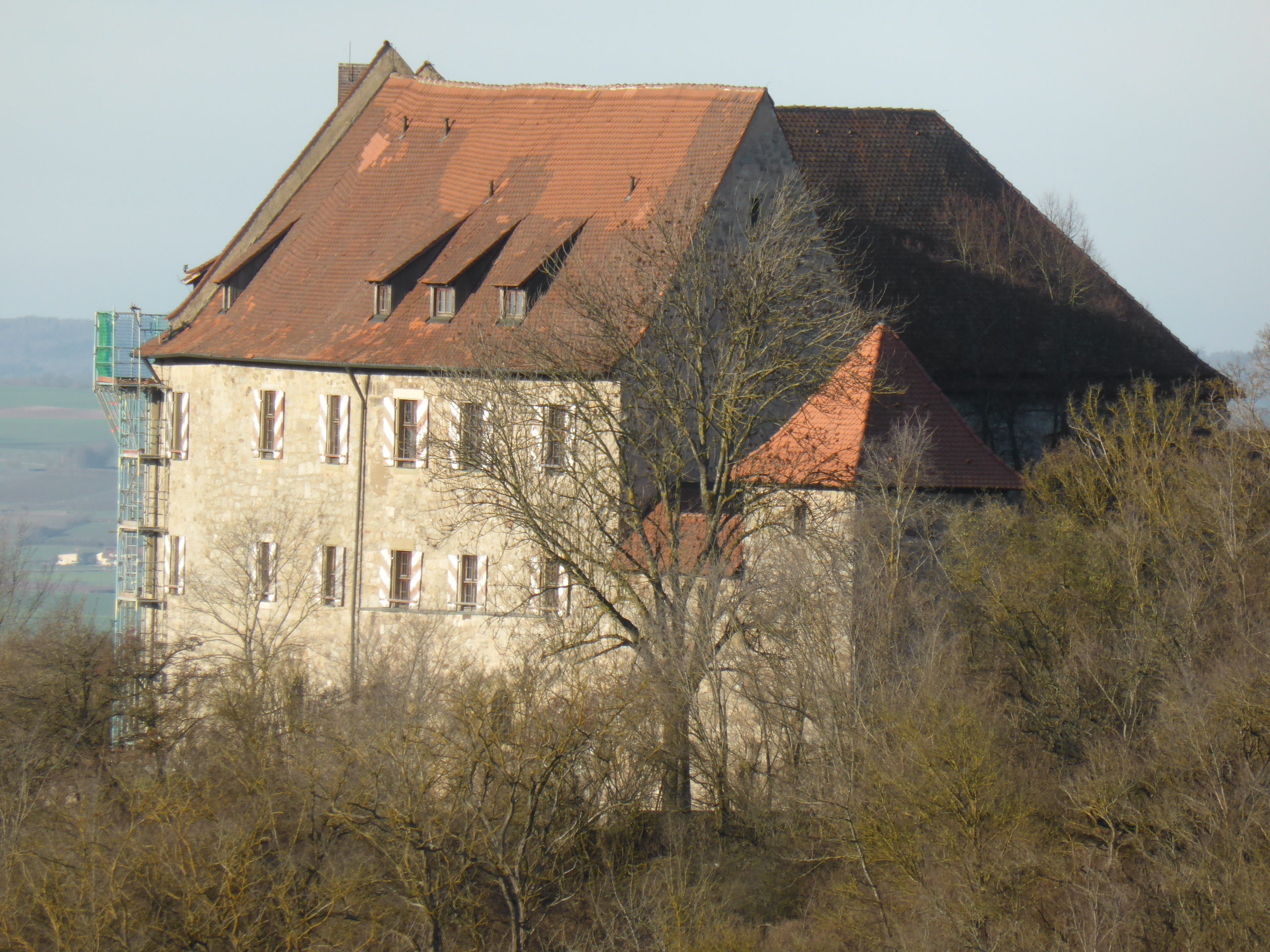
Главное здание замка